# Don Warden
Don Warden (ur. 27 marca 1929, zm. 11 marca 2017) – amerykański gitarzysta, menedżer Dolly Parton.

## Życiorys
Pochodził z rodziny muzykantów z Mountain Grove. Karierę muzycznął zaczynał w liceum jako założyciel zespołu The Rhythm Rangers. Następnie związany był z różnymi rozgłośniami radiowymi. Był również założycielem i członkiem Porter Wagoner Trio w latach 1960–1974 występując w Porter Wagoner Show. Przez blisko 50-lat był menadżerem Dolly Parton. W 2008 roku został wprowadzony do Steel Guitar Hall of Fame.